# Попова, Екатерина Николаевна
Екатерина Николаевна Попова (в девичестве Шемякина; 17 января 1983) — российская футболистка, нападающая и полузащитница. Выступала за сборную России.

## Биография
Начинала заниматься футболом в мини-футбольной команде МГСУ (Москва), тренер — Владимир Вячеславович Анисимов.
В течение пяти сезонов (2002—2006) выступала в высшей лиге России за клуб «Надежда» (Ногинск). Бронзовый призёр чемпионата России 2005 года, в том же сезоне включена в список 33-х лучших футболисток страны под № 3, в 2006 году снова завоевала бронзовые награды. Победительница международного турнира «Дружба-2003».
В 2007 году играла в высшем дивизионе за «Химки» и «Чертаново», а сезон 2008 года провела в «Измайлово».
В феврале 2004 года приняла участие в двух товарищеских матчах национальной сборной России против Греции. В 2007 году в составе студенческой сборной России стала серебряным призёром футбольного турнира Универсиады.
В конце 2000-х годов вышла замуж, сменив фамилию на Попову, родила двух детей и сделала пятилетний перерыв в спортивной карьере. В 2014 году вернулась в спорт и выступала в высшей лиге России по мини-футболу за клуб «Снежана-Котельники».